# اکمی (لوئیزیانا)
اکمی، لویزیانا (به انگلیسی: Acme, Louisiana) در ایالات متحده آمریکا است که در لوئیزیانا واقع شده‌است.

## خصوصیات
اکمی ۱۴٫۹۴ متر بالاتر از سطح دریا واقع شده‌است.